# Trädhålsfästing
Trädhålsfästing eller Ixodes arboricola är en fästingart som beskrevs av Schulze och Schlottke 1930. I den svenska databasen Dyntaxa används istället namnet Pholeoixodes arboricola. Enligt Catalogue of Life ingår Ixodes arboricola i släktet Ixodes och familjen hårda fästingar, men enligt Dyntaxa är tillhörigheten istället släktet Pholeoixodes och familjen hårda fästingar.
Artens utbredningsområde är Israel. Arten är reproducerande i Sverige. Inga underarter finns listade i Catalogue of Life.
Svenska namn på 24 arter fästingar fastställdes av Statens Veterinärmedicinska Anstalt, SVA, den 4 september 2017. Ixodes arboricola fick då det svenska namnet trädhålsfästing .